# Pulau Selanjak
Pulau Selanjak – wyspa na Zatoce Brunei w dystrykcie Temburong w Brunei. Położona jest po wschodniej stronie ujścia Sungai Temburong, na południe od Pulau Tarap.
Wyspa jest bezludna. Pokrywają ją lasy mangrowe i mokradła. Występują tu różne gatunki korzeniar, a na brzegach rzek także nipa krzewinkowa.